# Q-zar
Q-Zar (kallad Quasar i England och Irland) är en typ av laserspel som utvecklades av Jeff Hazelhurst och Omnitronics i Perth, Australien. Rättigheterna blev senare sålda till ett företag på Irland vilket i sin tur sålde dem vidare till Q-Zar International Mesquite, Texas, USA.

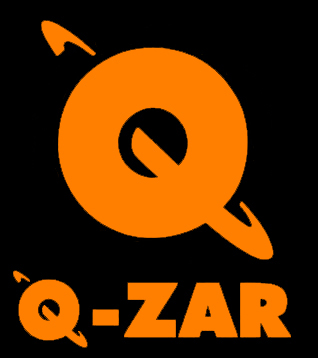

## Regler
Som andra laserspel spelas Q-Zar med ett vapen (phaser) som skjuter en ofarlig laserstråle som registreras av västar som bärs av andra spelande. Huvudmålet i spelet är att skjuta varandra eller diverse stationära objekt.
Standard spelet i Q-Zar involverar 2 lag: rött och grönt lag. Varje lag har ett högkvarter (HQ) att skydda från det andra laget. Målet i spelet är att samla så mycket poäng till sitt lag som möjligt. Snabbaste vägen till att samla poäng är genom att skjuta motståndarens högkvarter. Spelarna får även poäng genom att träffa sina motståndare. Det laget som har mest poäng när spelet slutar har vunnit.
Om en spelare blir träffad av en motståndare vibrerar västen, talar om att man blivit skjuten, och man får en 6 sekunders straffavstängning, vapnet säger ”Defense Shield, Active Active” under de 3 första sekunderna. Under denna tid kan spelaren inte bli träffad eller träffa någon annan spelare. Under de 3 sista sekunderna säger vapnet ”Warning Warning Warning”, under denna tid så kan spelaren bli träffad men inte träffa andra spelare. Om en spelare blir träffad när vapnet säger Warning så börjar hela proceduren om, med 6 nya sekunder. Med Quasar Elite kan man även ställa in längden på de olika delarna i straffavstängningen.
Längst bak på vapnet sitter en LCD-display. När västen är i viloläge visar den ett nummer och ett U. Numret är västens ID-nummer. Med U menas att västen är ”Un-energized” (oladdad). När västen är i normalt spel visas antal liv överst och antal skott underst (när en spelare har slut på skott så förlorar man ett liv, ”Good Shot” resulterar i fullt antal skott). När en spelare laddar vapnet visar displayen hur många gånger spelaren totalt har laddat. När en spelare har slut på liv så blinkar den återstående tiden av spelet i displayen. Om spelaren håller avtryckaren intryckt i 3 sekunder visas även då den återstående tiden. Genom att hålla avtryckaren intryckt kan man även aktivera en ”bomb” vilken i sin tur skjuter alla runt omkring, inklusive ens egna lagkamrater.

## Q-Zar, historia
Q-Zar/Quasar skapades av Geoff Haselhurst 1986 i Sydney, Australien. Originalsystemet såldes till irländska aktieägare och bytte namn till Quasar (namnet används fortfarande i England och Irland). Efter svårigheter att få namnrättigheter på Quasar i andra länder döptes företaget tillbaka till Q-Zar.
Allteftersom företaget växte så flyttades företaget till USA, reservdelar och skötsel stannade kvar på Irland. 1996 blev företaget börsnoterat på NASDAQ. Q-Zar gick i konkurs 1997.
År 2000 ägde Will Low några av tillgångarna av Q-Zar och kallade dem ”Q-Zar World Wide”. År 2003 köpte JR Robles och Tim Foster Q-Zar från Jarvis Entertainment och kallade det ”Q-Zar Systems”. Quasar i England och Irland var fortfarande stötta av Quasar UK och Meno Electronics (Q2000). Quasar UK lanserade år 2005, Quasar Elite Quasar Elite med ny mjukvara och hårdvara. 
Spelarenorna runt i världen är nästan uteslutande franchiseföretag.

### Hårdvara
Quasarvästarna har genomgått flera stora uppdateringar. Originalsystemet var en rem-byggd väst, front- och bak-sensorer i metallhöljen, och en handhållen pistol. Den bakre sensorn innehöll batteri, den främre innehöll programvaran och högtalaren. Pistolen var liten och innehöll få komponenter.
En stor uppdatering var Mark IIIB-systemet vilket flyttade större delen av elektroniken till ett lite större, tyngre, vapen. Högtalaren, batteriet, displayen och programvaran flyttades in i vapnet, västens fram och baksida blev nu endast sensorer. Västen var fortfarande densamma.
Före den internationella lanseringen av Quasar som Q-Zar blev även västarna uppdaterade. Vapnets design ändrades och göts om i en lättare plast för att reducera vikten. Plastskydd i skarpa färger monterades på den rem-byggda västen. 
Två olika system utvecklades till Q-Zar som nästa generationens system, men inget av systemen tillverkades. Mest troligt är att Q-Zar inte hade ekonomi för produktionen av det första systemet. Det andra systemet var i utvecklingsstadiet när företaget kraschade.
Med utvecklingen av Quasar Elite blev vapnen mindre tack vare att laserteknologin kunde göra mindre lasrar. Andra ändringar i vapnet gjordes för att öka pålitligheten och förenkla service, färgen på västarna ändrades, de gjordes mindre, lättare och bytte från elastiska spännen till bilbältesdesign.

## Delar av Q-Zar
- Packs är engelska namnet för väst och vapen, dessa är huvudenheten i Q-Zar-systemet. Dessa västar och vapen bärs av alla spelande i spelet. De lagrar även information om spelarna och tillåter andra att spela.
- Network units/boxes Dessa kan bli konfigurerade som energizer, HQ eller bomb. Dessa nätverksenheter skickar data mellan västarna och speldatorn att datorn hela tiden är med i spelet, det är även med dessa som spelarna får eller förlorar skott och liv, allt beroende på inställningarna i speldatorn.
- Scoreboards en eller flera displayer som visar poängen och tiden på spelet.
- Scoresheet personlig poängsammanställning som specificerar träffarna inom lagen, träffar på HQ, minor, antal laddningar.
- PCQ Software PCQ Software är en dos-baserad mjukvara för att ställa in spelet och skriva ut scoresheets .
- Mastergun är ett vapen som domarna använder, detta kan sätta på och stänga av samtliga spelare.

## Typer av spel
- Energize är standardspelet i Q-Zar. Varje spelare har ett antal liv. Om en spelare får slut på liv så kan denne gå tillbaka till sitt lags energizer och fylla på med samma antal liv igen.
- Supercharge spelas på exakt samma sätt som energize, bortsett från att HQ inte kan bli träffade innan spelarna är supercharged. För att kunna bli supercharged så måste en spelare få 5 ”Good Shots”. När en spelare är supercharged händer följande:
  - Vapnet säger ”A-A-Active.”
  - Spelaren får alla liv tillbaka
  - Alla spelarens lampor börjar blinka
  - Vapnet skjuter flera skott istället för ett.
  - Om spelaren blir träffad av en motståndare så försvinner supercharge
- Eliminator Utslagning. Spelaren får ett visst antal liv att spela med. När spelaren har slut på liv så är denne ute ur spelet. Blir man träffad måste man till energizern för att kunna fortsätta. Extraliv fås genom att få ”Good Shots”.
- Stun spelas på samma sätt som energize, men spelarna har oändligt med liv.
- Battlefield är ett spel där ett antal västar laddas in som minor och placeras inne på banan. De skjuter spelare i närheten med några sekunders mellanrum.
- Gauntlet är ett spel där man är ensam på banan, spelet går ut på att spelaren springer fram och tillbaka och skjuter högkvarteren / energizerna så mycket som möjligt.
- Blackout Kan spelas på alla ovanstående inställningar, skillnaden är att alla lampor är släckta.

## Spelinställningar
Q-Zar har många spelinställningar som tillsammans med olika typer av spel kan bli många olika spelsorter.
- Solo Inga lag, alla mot alla. Spelarna kan skjuta på alla som rör sig inne på banan, oavsett färg, De kan ladda på vilken energizer som helst och skjuta på vilket högkvarter som helst.
- Spies Spioner, datorn väljer slumpmässigt ut en spelare som i 2 minuter får vara spion. När en spelare är spion så kan denne skjuta vilken annan spelare som helst (även i egna laget) för att få poäng. Spioner kan även bli träffade av sina lagkamrater. När en spelare blir spion så låter skotten annorlunda och displayen får 4st U istället för antal liv och skott.
- Reflex Shot Reflexskott. När en spelare blir skjuten så får denne en sekund på sig att skjuta iväg skott innan 6 sekunders straffavstängning börjar.
- Defense Shield 6 sekunders straffavstängning, stänger man av denna så blir man inte avstängd vid träff.
- Bombs Tillåter spelaren att skjuta iväg ”bomber”. Detta gör man genom att hålla avtryckaren intryck i 3 sekunder. Bomben träffar alla spelare i närheten.
- Lethal Generator Tillåter HQ att skjuta tillbaka då den blivit beskjuten.
- 5 Kill bonus Samla 5 ”Good Shots” i rad utan att själv bli skjuten, resulterar i att vapnet övergår till ”rapid fire”, ett tillstånd där vapnet skjuter flera skott per avtryck istället för ett.
- HQ Reset Time Minsta tid mellan HQ träffar.
- HQ Delay Time Längsta tiden mellan de två skotten som behövs för att skjuta sönder högkvarteret.
- Shots per Second Ställer in hur många skott man kan skjuta på en sekund.
- Fun Mode/Kiddie Mode Ett alternativt ljud för vapnen. Vapnen säger ingenting utan låter bara på olika sätt. (Universalspråk för de länder som inte använder sig av engelska, ex. Spanien, Ryssland)

## Q-Zar tips och trix
Q-Zars tips och trix är vanlig kunskap hos mer avancerade spelare.
- Doubling/Twixing Tar två liv av motståndaren i ett svep. Doubling kräver precis timing av en eller två spelare, och kräver att det andra skottet blir skjutet just när reflexskottet är skjutet.
- Clearing/Donging är en av de mest användbara lagteknikerna. Om en lagkamrats vapen säger ”Warning” så kan man skjuta denne. Detta innebär att lagkamraten livas upp direkt och kan fortsätta spelet.
- Cancelling Q-Zar-vapnen har en bugg, detta är att vapnet har samma kabel till att skicka och ta emot data. På så sätt så kan man inte bli träffad den 1/5 sekund som man skjuter. Om en spelare skjuter exakt på samma hundradel som denne blir skjuten så räknas inte träffen. Svårt men användbart.
- Setting/Bouncing Vapnen skjuter med en vanlig IR-sändare, detta innebär att skotten kan studsa på alla glansiga ytor, ex. ljusa väggar, tunnor och även västarna. Detta kan användas genom att en medspelare ställer sig i en strategiskt vald position som gör att skotten kan studsa på denne och i sin tur träffa motståndare. I vissa fall så kan även IR-signalen studsa på väggar som gör det möjligt att skjuta ett högkvarter från långt avstånd.
- Time Left Genom att hålla avtryckaren intryckt i ett antal sekunder så kan man på displayen se hur lång tid det är kvar på spelet, är bomber aktiverade så skjuts först en bomb iväg, sen visar sig återstående tiden på displayen.
- Plugging/Fusing När en spelare använder sig av en nyckel eller liknande för att ta ur säkringen ur vapnet och på så sätt nolla skottminnet. Eftersom vapnen endast registrerar antal träffar så kan man nollställa träffar genom att starta om vapnet. Detta är dock väldigt lätt att upptäcka av andra spelare, speldator och domare. Detta innebär en direkt diskvalificering.
- Covering När en spelare strategiskt håller vapnet och armar så sensorer blir mer skyddade mot inkommande skott. Vanligtvis så är detta mot reglerna, används oftast av erfarna spelare på turneringar.